# Macrozamia serpentina
Macrozamia serpentina D.L.Jones & P.I.Forst. è una pianta appartenente alla famiglia delle Zamiaceae, endemica dell'Australia.

## Descrizione
È una cicade con fusto sotterraneo, con diametro di 15-25 cm.
Le foglie, pennate, lunghe 20-100 cm, sono disposte a corona all'apice del fusto e sono rette da un picciolo lungo 2-15 cm; ogni foglia è composta da 35-50 paia di foglioline lanceolate, lunghe 15-45 cm, di colore verde scuro, con una callosità biancastra alla base.
È una specie dioica con esemplari maschili che presentano coni terminali di forma cilindrica, lunghi 15-20 cm e larghi 2,5-3,5 cm ed esemplari femminili con coni di forma ovoidale lunghi 14-22 cm, e larghi 6,5-8 cm.
I semi sono grossolanamente ovoidali, lunghi 18-25 mm, ricoperti da un tegumento di colore rosso.

## Distribuzione e habitat
L'areale di questa specie è ristretto al distretto di Port Curtis, nel Queensland orientale.

## Conservazione
La IUCN Red List classifica M. serpentina come specie prossima alla minaccia (Near Threatened).

La specie è inserita nella Appendice II della Convention on International Trade of Endangered Species (CITES).